# Francisco Di Franco
Francisco Di Franco (San Miguel, Buenos Aires, Argentina; 28 de enero de 1995) es un futbolista argentino. Juega como mediapunta.

## Trayectoria

### Boca Juniors
Debutó en la Primera División el 16 de junio de 2013 en la 18.ª fecha del Torneo Final 2013 frente a Arsenal. Los Xeneizes se impusieron por 1 a 0 con gol de Walter Erviti.

### Coyotes de Tlaxcala
A mediados del 2015, pasó a Coyotes de Tlaxcala de México. En el equipo mexicano tuvo un buen rendimiento jugando 30 partidos y convirtiendo 6 goles.

### AEZ Zakakiou
Vencido su préstamo en México, Boca Juniors lo cede al AEZ Zakakiou del fútbol de Chipre.

### FC Karpaty Lviv
A mediados del año 2017, se transforma en nuevo refuerzo del FC Karpaty Lviv de Ucrania. Llega cedido desde Boca Juniors.
El día 1 de junio de 2018, se hace oficial que FC Karpaty Lviv se hace con su ficha comprando, de esa manera, el pase que le pertenecía a Boca Juniors. Firmando con dicho club por 3 años (hasta 2021).

## Estadísticas
| Boca Juniors Argentina | 1.ª                 | 2012-13             | 2   | 0  | 1  | 0 | 0 | 0 | 3   | 0  |
| Boca Juniors Argentina | 1.ª                 | 2013-14             | 0   | 0  | -  | - | - | - | 0   | 0  |
| Boca Juniors Argentina | 1.ª                 | 2014                | 0   | 0  | 0  | 0 | 0 | 0 | 0   | 0  |
| Boca Juniors Argentina | 1.ª                 | 2015                | 0   | 0  | 0  | 0 | 0 | 0 | 0   | 0  |
| Boca Juniors Argentina | Total club          | Total club          | 2   | 0  | 1  | 0 | 0 | 0 | 3   | 0  |
| Coyotes de Tlaxcala · México | 2.ª                 | 2015-16             | 30  | 6  | -  | - | - | - | 30  | 6  |
| Coyotes de Tlaxcala · México | Total club          | Total club          | 30  | 6  | -  | - | - | - | 30  | 6  |
| AEZ Zakakiou Chipre | 1.ª                 | 2016-17             | 8   | 1  | 0  | 0 | - | - | 8   | 1  |
| AEZ Zakakiou Chipre | Total club          | Total club          | 8   | 1  | 0  | 0 | - | - | 8   | 1  |
| FC Karpaty Lviv · Ucrania | 1.ª                 | 2017-18             | 27  | 0  | 0  | 0 | - | - | 27  | 0  |
| FC Karpaty Lviv · Ucrania | 1.ª                 | 2018-19             | 31  | 3  | 3  | 0 | - | - | 34  | 3  |
| FC Karpaty Lviv · Ucrania | 1.ª                 | 2019-20             | 15  | 1  | 1  | 0 | - | - | 16  | 1  |
| FC Karpaty Lviv · Ucrania | Total club          | Total club          | 73  | 4  | 4  | 0 | - | - | 77  | 4  |
| SC Dnipro-1 · Ucrania | 1.ª                 | 2019-20             | 12  | 0  | 0  | 0 | - | - | 12  | 0  |
| SC Dnipro-1 · Ucrania | 1.ª                 | 2020-21             | 21  | 0  | 3  | 0 | - | - | 24  | 0  |
| SC Dnipro-1 · Ucrania | 1.ª                 | 2021-22             | 16  | 0  | 2  | 0 | - | - | 18  | 0  |
| SC Dnipro-1 · Ucrania | Total club          | Total club          | 49  | 0  | 5  | 0 | - | - | 54  | 0  |
| Atlético Tucumán Argentina | 1.ª                 | 2022                | 14  | 0  | 2  | 0 | - | - | 16  | 0  |
| Atlético Tucumán Argentina | 1.ª                 | 2023                | 18  | 0  | 1  | 0 | - | - | 19  | 0  |
| Atlético Tucumán Argentina | Total club          | Total club          | 32  | 0  | 3  | 0 | - | - | 35  | 0  |
| Total en su carrera | Total en su carrera | Total en su carrera | 194 | 11 | 13 | 0 | 0 | 0 | 207 | 11 |
| (1) Incluye Copa Argentina, Copa de la Liga Profesional y Copa de Ucrania. (2) Media de goles por encuentro. No incluye goles en partidos amistosos. |                     |                     |     |    |    |   |   |   |     |    |